# Marcel Ernzer

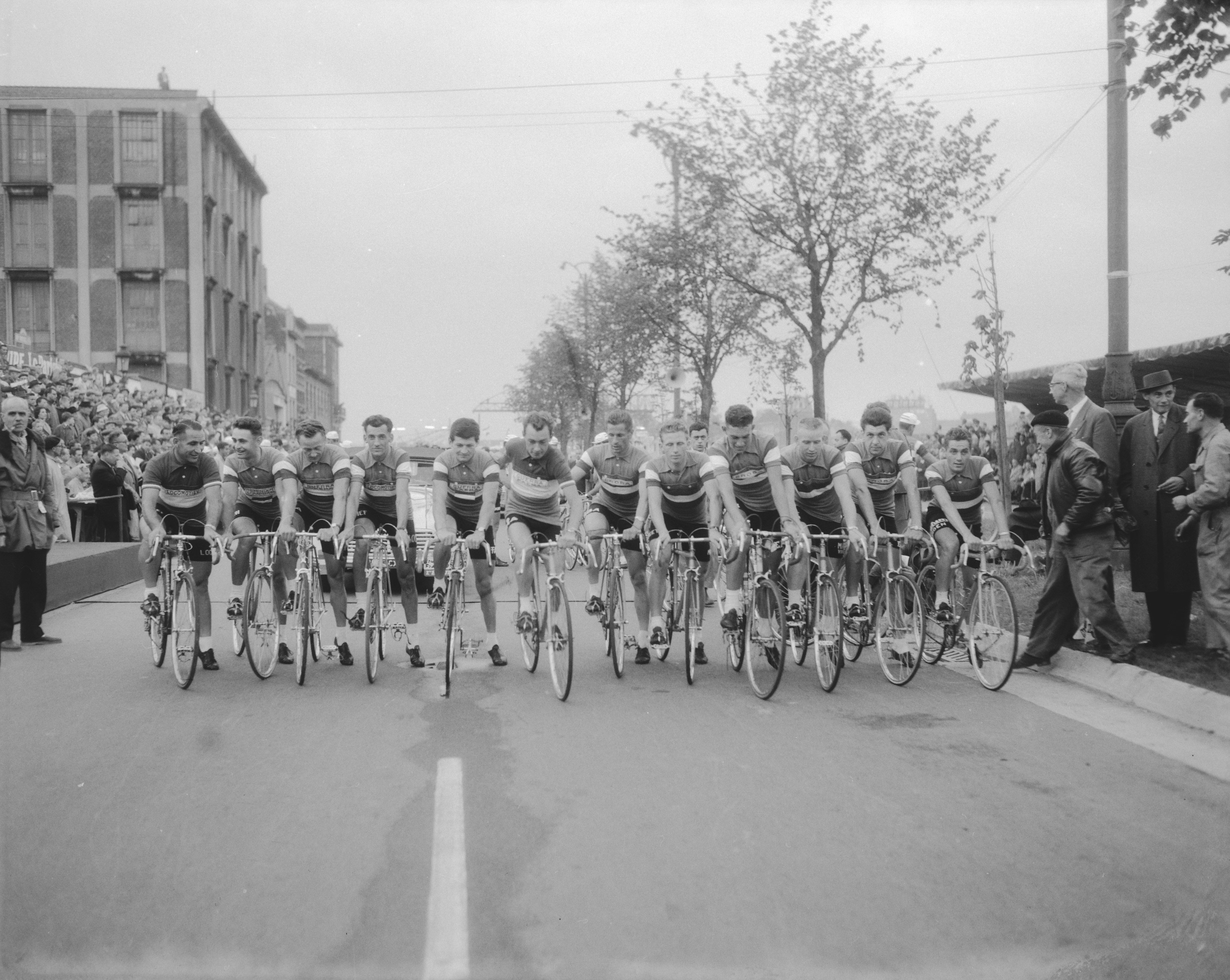
Marcel Ernzer (Tour de France, 1958)

Marcel Ernzer (* 22. März 1926 in Esch-sur-Alzette; † 1. April 2003 in Luxemburg) war ein luxemburgischer Radrennfahrer.

## Sportliche Laufbahn
Marcel Ernzer begann mit dem Radsport 1943 beim Verein Pignon Bonnevoie, der sich während der deutschen Besatzung Radfahrerverein Bonneweg nennen musste. 1948 startete Marcel Ernzer bei den Olympischen Spielen in London im Straßenrennen, das er aber nicht beendete. Luxemburgs Team kam nicht in die Mannschaftswertung.
Im Jahr darauf trat er zu den Profis über, wurde nationaler Meister im Straßenrennen der Unabhängigen, Dritter der Luxemburg-Rundfahrt sowie Dritter der Tour de Suisse.
In den folgenden Jahren bis zum Ende seiner Profikarriere im Jahre 1962 wurde Ernzer dreimal luxemburgischer Straßenmeister; 1951 und 1962 gewann er die Luxemburg-Rundfahrt und 1954 den Klassiker Lüttich–Bastogne–Lüttich. 1951 siegte er im Etappenrennen Circuit des six Provinces.
1953 sowie 1957 belegte er jeweils den zehnten Platz bei UCI-Straßen-Weltmeisterschaften. Neunmal fuhr Marcel Ernzer die Tour de France, ab Mitte der 1950er als wertvoller Helfer seines Landsmannes Charly Gaul. Nach einem schweren Sturz bei der Tour de France 1962 musste er seine Radsport-Laufbahn beenden.

## Ehrungen
1998 erhielt er die Fair-Play-Trophäe des Nationalen Olympischen Komitees.